# Championa aurata
Championa aurata är en skalbaggsart som beskrevs av Bates 1880. Championa aurata ingår i släktet Championa och familjen långhorningar.
Artens utbredningsområde är Guatemala. Inga underarter finns listade i Catalogue of Life.